# Стоділка
Стоділка —  село в Україні, в Самбірському районі Львівської області. Населення становить 358 осіб. Орган місцевого самоврядування - Турківська міська рада.

## Помітки
| Україна | Це незавершена стаття з географії України. Ви можете допомогти проєкту, виправивши або дописавши її. |